# University of Missouri–Kansas City
Die University of Missouri-Kansas City (oft nur UMKC) ist eine Hochschule in Kansas City, Missouri, USA. Sie gehört zum University of Missouri System.

## Geschichte

### Die geplante Lincoln and Lee University
Die Hochschule hat ihre Wurzeln in der Lincoln und Lee Universitäts-Bewegung, die von der Methodistenkirche und ihrem Bischof Ernest Lynn Waldorf in den 1920er Jahren begonnen wurde. Die vorgeschlagene Universität, die Abraham Lincoln und Robert E. Lee zu Ehren gebaut werden sollte, war an der Grenze zwischen Kansas und Missouri vorgesehen, an dem Ort, wo die Schlacht von Westport, die größte Schlacht westlich des Mississippi im Amerikanischen Bürgerkrieg stattfand. Der Mittelpunkt der Hochschule sollte eine nationale Erinnerungsstätte sein, mit jeweils einem Grab des unbekannten Nordstaatensoldaten und des unbekannten Soldaten aus der Konföderation. Die Initiatoren der Universität sagten, es sei ein Ort, wo sich „Nord und Süd, und Ost und West“ trafen.
Weitere Pläne für einen Hochschulbau würden von führenden Personen der Stadt Kansas City betrieben, und schließlich wurden 1930, nachdem die Methodisten die zahnärztliche Hochschule von Kansas City in ihren Besitz gebracht hatten, die beiden Planungen zusammengeführt und der Name „Lincoln and Lee, the University of Kansas City“ für eine mit vier Jahrgängen zu entwickelnde Hochschule gewählt. Diese wurde auf einem Grundstück von 40 acres (circa 16 ha) gebaut.

### Die University of Kansas City
Die beiden Gruppen von Initiatoren stritten weiter, und schließlich wurde der vorgesehene Name Lincoln and Lee aufgegeben. Die Hochschule kündigte an, dass sie den Betrieb aufnehmen werde, sobald 125 Studenten eingeschrieben waren. Im Oktober 1933 begann der Lehrbetrieb mit 17 Fakultäten und 264 Immatrikulierten.
Die University of Kansas City wuchs rasch und umfasste bald andere bereits bestehende private Institute für akademische Bildung. Die Kansas City School of Law, die in den 1890er Jahren gegründet worden war, verschmolz 1938 mit der neuen Universität. 1941 folgte das Kansas City-Western College für Zahnmedizin und 1943 das Pharmazeutische College. Das Kansas City Musikkonservatorium kam 1959 hinzu. 1953 wurde bereits die Verwaltungshochschule, 1954 die Pädagogische Hochschule und 1958 die Abteilung für Weiterbildung eingerichtet.

### Die heutige University of Missouri-Kansas City

Siegel der UMKC

Am 25. Juli 1963 wurde die Universität Teil des University of Missouri Systems mit 22 Millionen Dollar an Aktivvermögen, einschließlich der 23 Gebäude, an die staatliche University of Missouri übertragen. Die Universität hatte zum Zeitpunkt der Übertragung 3.300 Studenten und 175 Unterrichtende. Zur Zeit der Übernahme besaß Missouri bereits die Universitäten von Columbia und Rolla und deshalb wurde der Name der Hochschule in University of Missouri-Kansas City (UMKC) geändert. Danach wurde 1964 von der UMKC die School of Graduate Studies, 1970 die Medizinische Fakultät, 1980 die School of Nursing, 1985 die School of Basic Life Sciences, in den 1990er Jahren umbenannt in School of Biological Sciences, und schließlich 2001 die School of Computing and Engineering gegründet.

## Studiengänge

### Akademische Abteilungen

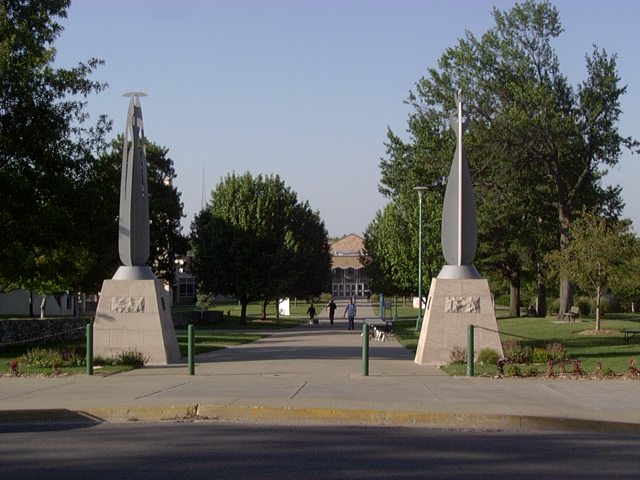
Campus der University of Missouri-Kansas City

Heute gliedert sich die UMKC in folgende Abteilungen:
- das College of Arts and Sciences,
- die Pädagogische Fakultät,
- die Krankenpflegeschule,
- die Henry W. Bloch School of Business and Public Administration,
- die Medizinische Fakultät (eine von sechs in Missouri),
- die Juristische Fakultät (eine von vier in Missouri),
- die Abteilung für Computer- und Ingenieurwesen,
- die Biologische Fakultät,
- das Konservatorium für Musik und Tanz,
- die Fakultät für Zahnheilkunde,
- ein Graduiertenkolleg und
- die Pharmazeutische Fakultät.

Die medizinische Fakultät ist regional bekannt wegen ihres sechsjährigen Studiengangs, in welchem die Studenten nur sechs Jahre brauchen, um sowohl ein Examen als Bachelor of Arts sowie als MD abzulegen. Die Fakultät hat ihre Gebäude vom Hauptgelände der Universität entfernt auf dem Hospital Hill, wo sie mit dem Truman Medical Center, einem großen Forschungskrankenhaus verbunden ist.
Laut Ingram's Magazine, einem Wirtschaftsblatt in Kansas City, gehen aus der Juristischen Fakultät der UMKC mehr zukünftige Richter hervor als aus irgendeiner anderen Universität in Missouri. Sie gehört zudem zu den sechs amerikanischen Rechtsfakultäten, neben Yale, Harvard, Columbia, Virginia und Cincinnati, die einen US-Präsidenten, nämlich Harry S. Truman und einen Richter am Obersten Bundesgericht, nämlich Charles Evans Whittaker, hervorgebracht haben.

### Andere Bereiche
Die Universität beherbergt ein bedeutendes Literatur-Magazin namens New Letters sowie ein öffentliches Radioprogramm, das überall in den USA empfangen wird: New Letters on the Air. Seit 50 Jahren sendet die UMKC in ihrem Universitätsradiosender KCUR als Partner des National Public Radio Live-Sendungen und Aufzeichnungen.
2004 bis 2014 hatte das Fungal Genetics Stock Center seinen Sitz an der UMKC und war dort Teil der biologischen Fakultät. Das FSGC wurde 1960 gegründet und verschickt Forschungsmaterial in mehr als 45 Länder. Es ist an verschiedenen Genom-Forschungsprogrammen beteiligt und veröffentlicht mit Hilfe von begutachtenden Experten die Zeitschrift Fungal Genetics Newsletter.
Die Schauspielschule der Universität gilt mit dem von ihr verliehenen Abschluss als Master of Fine Arts als eine der besseren im Land und ist in der Theaterwelt weithin anerkannt.

## Zahlen zu den Studierenden
Im Herbst 2020 waren 16.147 Studierende eingeschrieben. Davon strebten 11.027 (68,3 %) ihren ersten Studienabschluss an, sie waren also undergraduates. Von diesen waren 58 % weiblich und 42 % männlich; 7 % bezeichneten sich als asiatisch, 11 % als schwarz/afroamerikanisch und 10 % als Hispanic/Latino. 5.120 (31,7 %) arbeiteten auf einen weiteren Abschluss hin, sie waren graduates. Über 135.000 lebende Personen sind Ehemalige (Alumni) der Universität.
2009 waren 14.499 Studierende eingeschrieben gewesen.

## Sport
Die Sportteams der UMKC sind die Kansas City Roos. Die Universität ist Mitglied der Summit League seit 1. Juli 2020.

## Bedeutende Mitglieder des Kollegiums
Bedeutende ehemalige und gegenwärtige Mitglieder des Kollegiums:
- Guy Bailey, Sozialsprachwissenschaftler und Fachmann für Afroamerikanisches Englisch
- John Ciardi (1916–1986), Dichter und Dante-Übersetzer
- Louis Colaianni, Autor, Stimm- und Sprachtrainer
- Vinson Cole, Stimmtrainer, internationaler Operntenor
- Mark Funkhouser (* 1949), seit 2007 Bürgermeister von Kansas City, Missouri
- Martin Hackleman (* 1952), Hornist
- Benny Kim (* 1962), Geiger
- Kris Kobach, Daniel L. Brenner Rechtsprofessor, früherer White House Fellow
- Jan Kregel (* 1944), Wirtschaftsprofessor
- Zhou Long (* 1953), zeitgenössischer klassischer Komponist, Professor für Komposition
- Ernest Manheim (1900–2002), Soziologe, nach dem die Manheim Hall benannt ist
- Pellom McDaniels, Berufs-Football-Spieler bei den Kansas City Chiefs
- Richard Rhodes (* 1937), mit dem Pulitzer-Preis ausgezeichneter Autor
- Bobby Watson (* 1953), Jazz-Saxophonist
- Chen Yi (* 1953), zeitgenössische klassische Komponistin, Professorin für Komposition
- Rich Zvosec, Basketballtrainer

## Bedeutende Absolventen
- Bob Brookmeyer: (Conservatory of Music 1950): Jazzposaunist
- Danny Carey: Schlagzeuger in der Band Tool
- Juris Hartmanis: Informatiker, Gewinner des ACM Turing Award
- Edie McClurg (B.A. 1967): Schauspielerin, u. a. in Ferris Bueller's Day Off, Mr. Mom, A River Runs Through It und Natural Born Killers
- Connor Trinneer: (M.F.A. Theatre) Schauspieler
- Harry S. Truman: 33. Präsident der USA
- Charles Evans Whittaker: (Dr. jur. 1924): Richter am Obersten Bundesgericht